# Деля
Деля (рум. Delea) — село у повіті Васлуй в Румунії. Входить до складу комуни Зеподень.
Село розташоване на відстані 280 км на північний схід від Бухареста, 6 км на північ від Васлуя, 51 км на південь від Ясс, 143 км на північ від Галаца.

## Населення
За даними перепису населення 2002 року у селі проживали 262 особи, усі — румуни. Усі жителі села рідною мовою назвали румунську.